# Gonibregmatus insularis
Gonibregmatus insularis är en mångfotingart som beskrevs av Pocock 1894. Gonibregmatus insularis ingår i släktet Gonibregmatus och familjen Gonibregmatidae. Inga underarter finns listade i Catalogue of Life.